# Poslovni forum zemalja Srednje i Istočne Europe i Kine
Poslovni forum zemalja Srednje i Istočne Europe i Kine, poslovni forum koji se održava na marginama političkih sastanaka summita predsjednika vlada Kina + 16.
Poslovni forum je mjesto susreta poduzetnika iz Kine i 16 europskih zemalja Srednje i Istočne Europe: 11 članica EU (Bugarske, Češke, Estonije, Hrvatske, Latvije, Litve, Mađarske, Poljske, Rumunjske, Slovačke i Slovenije) te 5 nečlanica EU (Albanije, BiH, Crne Gore, Sjeverne Makedonije i Srbije).
Sastoji se plenarnog dijela i tematski definiranih panela. Na plenarnom dijelu okupljenima se obraćaju premijeri države domaćina i Kine. Na tematskim definiranim panelima pokriva se teme infrastrukture i ulaganja, proizvodnje, inovacija, trgovine, turizma i kulture. Tijekom Foruma održavaju se i individualni sastanci kineskih i europskih tvrdaka.
Vrste poduzeća koje sudjeluju su start-upovi, mali srednji poduzetnici, industrijska poduzeća, sveučilišta, istraživački subjekti, ulagačko/novčarski, agencije, vladina tijela, nevladine organizacije, konzultanti i dr.
S 12. travnjem 2019. godine održalo se devet poslovnih foruma, a Hrvatska je u Dubrovniku bila domaćinom 9. foruma.
Kooperacija 16 + 1 osnovana je 2012. godine kao inicijative kineske vlade s ciljem promicanja poslovanja i ulagačkih odnosa između tih država, a unutar okvira kineske inicijative Novog Puta svile, službenog imena Inicijativa Pojas i cesta (Inicijativa Pojas i put). Posebna kooperacijska platforma između država Srednje i Istočne Europe i Kine izrasla je nakon ekonomskog i trgovinskog foruma Kina - Srednja i Istočna Europa održanog u Budimpešti 2011. godine.